# Théophile Marie Legrand de La Liraÿe
Théophile Marie Legrand de La Liraÿe, né le 25 juillet 1819 à Mauves-sur-Loire (Loire-Atlantique) et décédé le 7 juillet 1873 à Saïgon, était un missionnaire français en Indochine. Défroqué, il se met au service de l'administration coloniale, notamment comme traducteur et représentant des autorités françaises auprès de le cour impériale de Hué. Il est l’auteur de plusieurs ouvrages, dont une brève histoire du Vietnam et un dictionnaire annamite-français.

## Biographie

### Missionnaire
Théophile Marie Legrand de La Liraÿe (il prononçait son nom « Liraille ») est né le 25 juillet 1819 à Mauves-sur-Loire (Loire-Atlantique) d'une vieille famille de la noblesse nantaise. Il est le fils de  Louis Marc Le Grand de La Liraye, seigneur du Bois-Blot, officier royaliste, juge de paix du canton de Ligné, et de Marie-Jeanne Durand de La Tudairière.
Il fait ses études à Versailles, puis entre le 14 octobre 1841 comme sous-diacre au séminaire de Saint-Sulpice, où il est ordonné prêtre des missions étrangères de Paris en 1843. Il part immédiatement comme missionnaire au Tonkin où il arrive le 26 décembre 1843 ,.
Il exerce son ministère dans plusieurs provinces du Tonkin, y compris auprès des montagnards des hauts plateaux, dans des régions insalubres, particulièrement pour les occidentaux. Atteint de neurasthénie, sinon de délire de persécution, il est envoyé à Hong Kong en 1853.
Le 26 mai 1854 il retourne au Tonkin sur une jonque de contrebandiers chinois avec Théophane Vénard. Ils débarquent le 23 juin 1854 dans la baie d'Hạ Long, rejoignent le Fleuve Rouge en se cachant, le remontent jusqu'à Vinh Tri où les chrétiens ne sont pas persécutés et se présentent à l'évêque Pierre-André Retord. Legrand de La Liraÿe avait été chargé par Philippe-François Guillemin, de négocier avec Hilario Alcazar, évêque de Paphos et  vicaire apostolique du  Tonkin oriental, la rétrocession à sa mission de la chrétienté de La-fou, mais il n’en informa pas l'évêque, qui aurait certainement désapprouvé l’idée.
Sa maladie s'aggravant, il quitte le Tonkin occidental en juillet 1855, et revient en France en 1856 ; son navire transportait les corps de quatre martyrs de la Cochinchine, aujourd'hui canonisés : Paul Tống Viết Bường (en), Jacques Nam, Simon Hoa et André Trong.

### Au service de l’administration coloniale française
En 1858, il fait partie de l’expédition de l’amiral Charles Rigault de Genouilly dont il est l’interprète. Il participe au siège de Tourane (1858-1859) puis se rend à Saïgon. En 1860, il est affecté au vicariat de Saïgon en 1860, mais quitte les Missions étrangères en 1861 pour entrer dans l'administration coloniale comme inspecteur des Affaires indigènes, attaché au tribunal de la justice indigène. Il devient ensuite interprète de l'amiral Pierre-Paul de La Grandière, qui avait été nommé le 1er mai 1863 gouverneur de la Cochinchine et commandant en chef des forces navales françaises d'Extrême-Orient. Il est alors, avec la capitaine de frégate Gabriel Aubaret et Paul-Louis-Félix Philastre, l'un des meilleurs spécialistes des langues vietnamienne et chinoise.
Le 30 juin 1865, il devient membre titulaire du Comité agricole et industriel de la Cochinchine (qui deviendra la Société des études indochinoises) dont il devient deuxième vice-président en 1870.
En juillet 1867, l'amiral l'envoya à Hué par le Monge pour informer la Cour de Tự Đức du suicide de Phan Thanh Giản et lui notifier l'annexion des trois provinces de l'Ouest cochinchinois (Vĩnh Long, Châu Đốc et Hà Tiên) par le gouvernement français. 
Au début de 1872, la cour impériale est soupçonnée d’être à l’origine d’une série d’incidents sanglants en Cochinchine, et Legrand de La Liraÿe se rend de nouveau à Hué pour demander des explications.
Le 7 mars 1872, le contre-amiral Dupré part en congé en France et le général d'Arbaud assure l’intérim. Ce dernier rencontre Jean Dupuis, explorateur, homme d'affaires ou, plutôt, trafiquant (d'armes et autres) qui jouera un rôle essentiel dans la colonisation de l'Indochine. Le général assure Dupuis de son soutien. D'autre part, après une campagne de « chasse aux pirates » au Tonkin (janvier-février 1972), le capitaine de frégate Vincent Sénez, commandant l’aviso Le Bourayne, revient à Saïgon où, avec Legrand de La Liraÿe, il rencontre Dupuis et lui conseille de mettre en œuvre son trafic d'armes sans autorisation des autorités vietnamiennes. 
D'Arbaud ordonne à Sénez de retourner au Tonkin pour continuer à réprimer la piraterie, mais surtout pour se renseigner sur l'état du pays en vue de l'arrivée prochaine de Dupuis. C'est ainsi que le 5 octobre 1872 Legrand de La Liraÿe embarque sur Le Bourayne, qui se rend d’abord à Hué où la Cour est informée du but de la mission, puis continue vers le nord. L'aviso est impliqué dans une série de combats avec des jonques de pirates et mouille le 30 octobre à Cua Cấm. Le 2 novembre, Sénez, Legrand de La Liraÿe et 20 marins, à bord de deux baleinières et d'une jonque chinoise remontent jusqu'à Hanoï. Revenu le 16 novembre, ils voient arriver la flottille de Jean Dupuis, avec sa petite armée privée et sa cargaison d'armes à destination de la Chine. Le 20 novembre, Le Bourayne lève l'ancre et rejoint Hong Kong le 27 novembre.
Legrand de La Liraÿe décède le 7 juillet 1873 à l'hôpital militaire de Saïgon.

## Spécialiste de la culture vietnamienne
Legrand de La Liraÿe est l’auteur d’une brève Histoire du Vietnam mais surtout d’un dictionnaire annamite-français et d’un ouvrage posthume sur la « prononciation figurée des caractères chinois en mandarin annamite ».
Legrand de La Liraÿe avait proposé de modifier le système de romanisation du vietnamien, le  quốc ngữ, pour employer des signes mieux en rapport avec la langue française. Le quốc ngữ résultait en effet de la compilation, amélioration et systématisation par le jésuite  avignonnais Alexandre de Rhodes (1591-1660) des systèmes de  transcription créés par des missionnaires portugais. En étant très influencé par la prononciation du portugais, et en tentant d'accommoder à la fois les prononciations du nord et du sud, le quốc ngữ présentait des difficultés pour des francophones. Mais il avait été utilisé pendant deux siècles, et sa modification aurait présenté plus d’inconvénients que d’avantages.
Legrand de La Liraÿe a été nommé chevalier de la Légion d'honneur le 11 août 1866 et promu au grade d'officier le 18 février 1873, « à l'occasion de [sa] belle conduite lors des combats livrés par le Bourayne, pour la répression de la piraterie dans les mers de Chine ». Une rue de Saîgon, la rue no 29, devenue rue de  Baria par arrêté du 2 juin 1871, fut renommée rue Legrand-de-la-Liraye le 26 août 1897. Elle deviendra plus tard rue Điện Biên Phủ.